# Ali Traore
Ali Traore (Abidjan, Obala Bjelokosti, 28. veljače 1985.) francuski je profesionalni košarkaš. Igra na poziciji centra, a trenutačno je član francuske momčadi ASVEL. Prijavio se na NBA draft 2005., ali nije bio izabran od strane nijedne momčadi.

## Vanjske poveznice
- [neaktivna poveznica] na DraftExpress.com
- Profil[neaktivna poveznica] na Basketpedya.com
- Profil na Eurocupbasketball.com